# Yoshisuke Aikawa

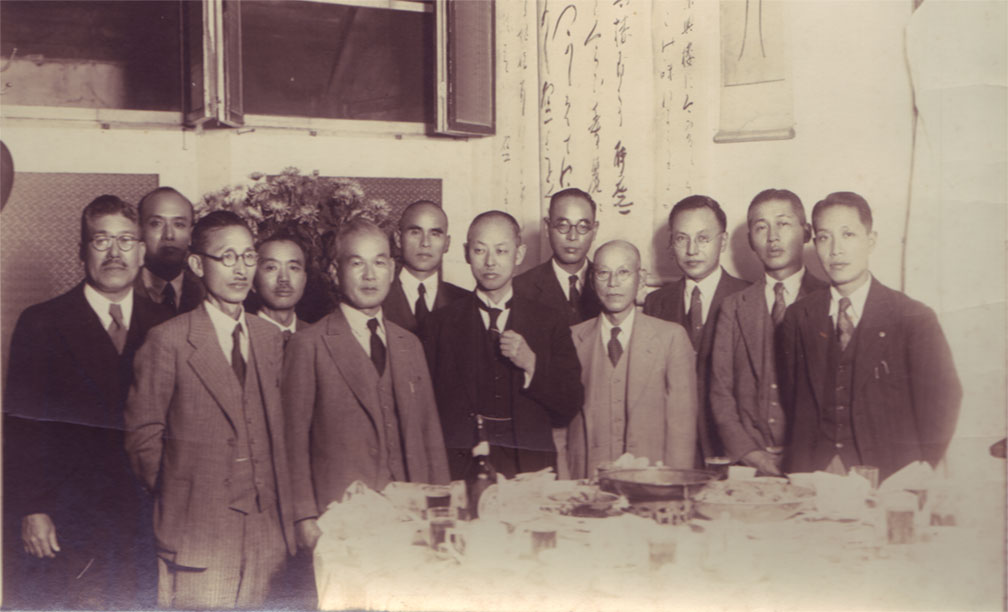
Réunion de la compagnie du développement industriel de Mandchourie le 10 octobre 1939. Aikawa est au centre.

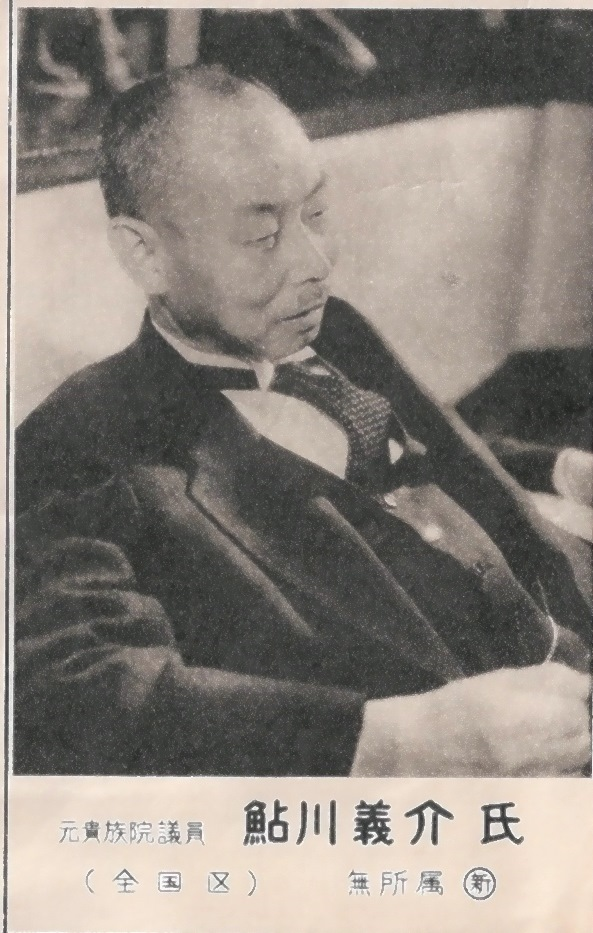
Yoshisuke Aikawa le 24 avril 1953.

Compléments
Fondateur du groupe Nissan.
Yoshisuke Aikawa (鮎川 義介), aussi appelé Gisuke Ayukawa, né le 6 novembre 1880 à Yamaguchi au Japon et décédé d'une inflammation à l'âge de 86 ans le 13 février 1967 à Tokyo, est un entrepreneur japonais fondateur et premier président du zaibatsu Nissan de 1931 à 1945. Après la guerre, il entama une carrière politique.

## Biographie
Aikawa est né dans l'actuelle ville de Yamaguchi dans la préfecture du même nom. Sa mère est la nièce du genrō (conseiller) Inoue Kaoru. Il sort diplômé de la faculté d'ingénieurs de l'université impériale de Tokyo en 1903 et commence à travailler pour l'entreprise Shibaura Seisakusho, l'ancêtre de Toshiba.
Bien qu'il soit alors très peu payé, Aikawa réussit à économiser suffisamment pour s'offrir un voyage aux États-Unis, où il étudie la technique de fabrication de la fonte malléable. À son retour au Japon, il fonde, avec le soutien d'Inoue Kaoru et d'autres politiciens de l'ancien domaine de Chōshū siégeant à la Diète du Japon, la fonderie Tobata à Kitakyūshū en 1909. La compagnie existe toujours aujourd'hui et porte le nom de Hitachi Kinzoku (« compagnie de métallurgie Hitachi »).
En 1928, Aikawa devient président de la compagnie minière Kuhara (actuelle compagnie minière et métallurgique Nippon) prise en charge par son beau-frère Fusanosuke Kuhara et créé une société de gestion nommée Nihon Sangyo, écourté en Nissan. Kuhara commence de son côté une carrière en politique et se rapproche du premier ministre Tanaka Giichi et d'autres importants politiciens et militaires, ce qui servira plus tard les intérêts d'Aikawa.
Pendant le crack économique suivant l'incident de Mandchourie, Aikawa saisit l'occasion d'acheter des participations majoritaires dans 132 sous-traitants de Nissan pour créer un zaibatsu, la Nissan Konzerne. Parmi les compagnies ciblées se trouvent les moteurs Nissan, Isuzu, NEC, Énergie du Japon (en), les produits chimiques Nissan, Hitachi, Nichiyu, Nichirei, les assurances Sompo Japon, la compagnie d'assurance-vie Nissan (en) et d'autres. Le groupe comprend quelques-unes des compagnies les plus avancées sur le plan technologique au Japon à cette époque.

### En Mandchourie
En 1937, sur l'invitation de son parent Nobusuke Kishi, il s'installe au Mandchoukouo et se met d'accord avec l'armée japonaise du Guandong pour fonder une économie syndicaliste et entreprendre un plan de développement industriel du nouvel État. Il déplace en même temps le siège de Nissan au Mandchoukouo, où le groupe devient le centre de la compagnie du développement industriel de Mandchourie, un nouveau zaibatsu, partagé entre Nissan et le gouvernement du Mandchoukouo.
En tant que président de la nouvelle compagnie, Aikawa dirige tous les efforts industriels au Mandchoukouo, met en place deux plans quinquennaux durant les années 1930, suivant plusieurs objectifs économiques emis par l'idéologue militaire Naoki Hoshino. Cependant, Aikawa ne suit pas exactement la conception originale de Noshino et favorise une approche plus monopolistique, prétendant que l'économie du Mandchoukouo est encore trop primitive pour permettre un capitalisme à marché libre. Aikawa reçoit également des prêts bancaires d'industriels de l'acier américains pour soutenir l'économie du Mandchoukouo, ce qui provoque une controverse considérable aux États-Unis du fait de la politique de non reconnaissance des conquêtes japonaises en Mandchourie.
Néanmoins, alors que sa vision économique s'accorde avec celle de l'armée impériale japonaise, ce n'est pas le cas de ses opinions politiques. Aikawa est un fervent opposant au pacte tripartite, et prédit que les forces britanniques et françaises remporteront la victoire sur l'Allemagne nazie après une guerre totale. Il soutient le plan Fugu qui consiste à installer des réfugiés juifs au Mandchoukouo. En 1942, sous la pression de l'armée du Guandong, Aikawa démissionne de son poste de président de la compagnie de développement industriel de Mandchourie et repart au Japon.

### Retour au Japon
Après la défaite de 1945, Aikawa est arrêté par les forces alliées et incarcéré à la prison de Sugamo pendant 20 mois en tant que suspect de crimes de guerre de classe A. Il est cependant libéré avant de passer devant un tribunal mais son groupe Nissan est dissout.[réf. nécessaire]
Après sa libération, Aikawa joue un rôle important dans la reconstruction économique du Japon d'après-guerre et achète une banque de dépôt pour prêter de l'argent à des petites compagnies. Il devient président de la compagnie pétrolière Teikoku et de la compagnie d'exploration pétrolière du Japon et, en 1953, est élu à la chambre des conseillers de la Diète du Japon. Avec l'aide de Nobusuke Kishi, devenu premier ministre, il parvient à mettre en œuvre des politiques de contrôle économique en tant que chef de file du Chuseiren, un groupe de pression qui deviendra la principale fédération des petites et moyennes entreprises durant les années 1960.
Aikawa meurt d'une inflammation de la vésicule biliaire en 1967. Sa tombe se trouve au cimetière Tama dans la banlieue de Tokyo.